# Jason Lawson
Pour les articles homonymes, voir Lawson.
Jason Lawson, né le 2 septembre 1974 à Philadelphie, en Pennsylvanie, est un ancien joueur américain de basket-ball. Il évoluait au poste de pivot.